# Parecyroschema cristipenne
Parecyroschema cristipenne là một loài bọ cánh cứng trong họ Cerambycidae.